# Tjärdalstjärnen (Sorsele socken, Lappland, 722935-160082)
Tjärdalstjärnen är en sjö i Sorsele kommun i Lappland och ingår i Umeälvens huvudavrinningsområde.